# حجر الذيبة (الرجم)

تعديل مصدري - تعديل

حجر الذيبة هي إحدى قرى عزلة بني عواض بمديرية الرجم التابعة لمحافظة المحويت، بلغ تعداد سكانها 256 نسمة حسب تعداد اليمن لعام 2004.